# Kunstforum Seligenstadt

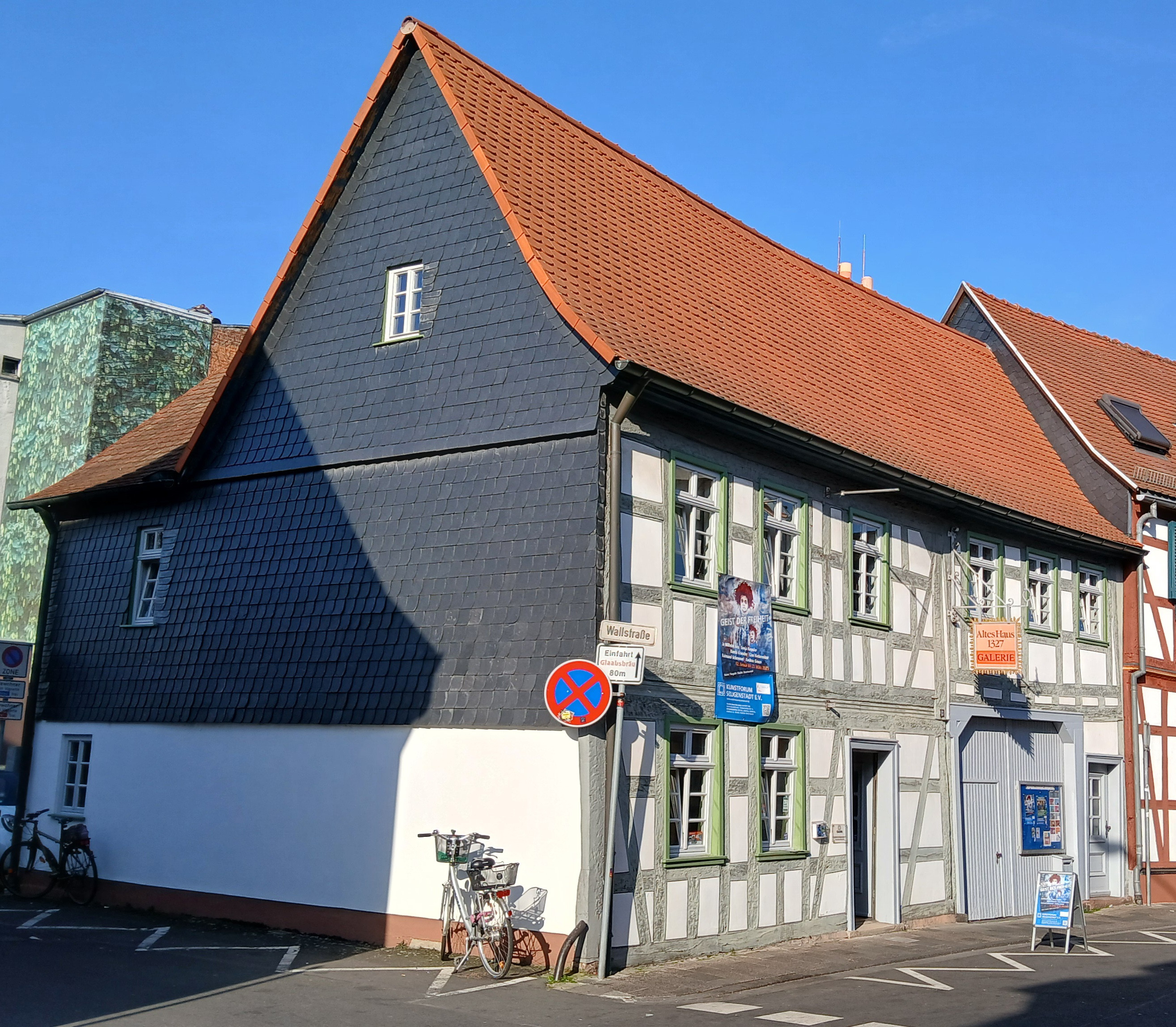
Galerie des Kunstforums Seligenstadt e. V. im Alten Haus

Das Kunstforum Seligenstadt ist ein Kunstverein im hessischen Seligenstadt mit eigener Galerie im Alten Haus.

## Geschichte
Seit 1987 werden in dem 1327 erbauten Fachwerkgebäude Altes Haus vom Kunstforum Seligenstadt Ausstellungen organisiert, zunächst Einzelausstellungen im Untergeschoss. Seit der Erweiterung 2004 wird das gesamte Haus für thematische Gruppenausstellungen genutzt. Von Beginn an fanden in den Sommermonaten zusätzlich im Hof des Klosters Seligenstadt Freiluftausstellungen statt, bis 2004 im jährlichen, ab 2008 im zweijährigen Turnus. Einige der dabei ausgestellten Werke verblieben anschließend dauerhaft im öffentlichen Raum Seligenstadts, etwa die Skulptur We are saved von Ingrid Hornef.
Im Jahr 2012 begann die deutschlandweite Ausstellungsreihe zum 100. Geburtstag Emil Schumachers in der Galerie des Kunstforums. Auch zu Raimer Jochims’ 80. Geburtstag 2015 würdigte ihn das Kunstforum mit einer Ausstellung.

## Organisation
Das Kunstforum Seligenstadt ist ein eingetragener Verein, der neben den Vorstandsposten drei Arbeitsgruppen für die Bereiche Galerie, Theater sowie Musik, Literatur und Kleinkunst eingerichtet hat.

## Veranstaltungen
Jährlich richtet das Kunstforum Seligenstadt etwa 20 kulturelle Veranstaltungen unterschiedlicher Größe für die Öffentlichkeit aus.

### Ausstellungen (Auswahl)
Das Spektrum an Ausstellungen umfasst unterschiedlichste Themen und Stile wie Konkrete Kunst, Fotorealismus oder Karikaturen der Neuen Frankfurter Schule. Zu den ausgestellten Positionen zählen neben regionalen aus dem Rhein-Main-Gebiet, nationalen und internationalen Künstlern auch Klassiker der Moderne wie Marc Chagall oder Pablo Picasso. Insbesondere auch junge Künstler, z. B. Absolventen der Kunsthochschule Mainz oder der Städelschule Frankfurt, werden regelmäßig vom Kunstforum Seligenstadt ausgestellt.
- 2006
  - Pablo Picasso, Sonderausstellung mit Grafiken
  - Blind Date, Aktuelle Neuankäufe für die Sammlung Deutsche Bank, u. a. mit Wilhelm Sasnal, Raymond Pettibon, Rosemarie Trockel und Joseph Beuys
  - Henri de Toulouse-Lautrec und Maurice Utrillo, Sonderausstellung mit Grafiken
- 2007
  - Natur x 5, u. a. mit Joachim Hiller und Karen Shahverdyan
  - Wolken – Wasser – Wind, u. a. mit Doris Conrads
- 2008
  - 20 aus 20. Jubiläumsausstellung zum 20 jährigen Bestehen der Galerie im Alten Haus, u. a. mit Stephan Balkenhol, Jo Enzweiler, Günter Grass, Ev Grüger, Günther Hermann und Ottmar Hörl
  - Drahtseilakt, Freiluftausstellung im Klosterhof, u. a. mit Matthias Will und Günther Zins
  - Pop & Söhne, u. a. mit Allen Jones, Mel Ramos und Ekkehard Tischendorf
- 2009
  - Landscape & Landsmarks, u. a. mit Sigrid Siegele
  - Komische Kunst, u. a. mit Günter Henrich, Uschi Heusel und Klaus Puth
- 2010
  - Einmischung und Widerstand, mit George Grosz, A. Paul Weber und Klaus Staeck
  - Garten – natürlich künstlich, Freiluftausstellung im Klosterhof, u. a. mit Laura Ford und Stefan Pietryga
  - Grenzgänger der Konkreten Kunst, u. a. mit Dieter Balzer, Edgar Diehl, Ulrich Diekmann, Ingrid Hornef und Hans Michael Franke
- 2011
  - Retrospektive, Barbara Bredow
  - Andererseits. Arbeiten der Mehrfachbegabten, mit Günter Grass, Dietrich Fischer-Dieskau, Ruth Wagner und Konrad Zuse
- 2012
  - Jubiläumsausstellung, Emil Schumacher
  - Arche 2012, Freiluftausstellung im Klosterhof, u. a. mit Madeleine Dietz, Ingrid Hornef, Ottmar Hörl, Georg Hüter, Titus Lerner und Christian Rösner
- 2013
  - Das frühe Informel und andere Tendenzen. Graphische Arbeiten aus der EDITION ABSTRACTA, mit Emil Schumacher, Hans Platschek, Emilio Vedova, Karl Fred Dahmen, Gerhard Hoehme, Rupprecht Geiger, Georg Karl Pfahler, Antonio Saura, William Scott und Christian Schad
  - Günter Henrich und Weggefährten, u. a. mit HAP Grieshaber, Renate Sautermeister und Ortrud Sturm
  - Frauenbild, u. a. mit Theresia Hebenstreit, Wanda Pratschke und Annegret Soltau
- 2014
  - Verknotet, Verbunden, Verformt, Freiluftausstellung im Klosterhof, u. a. mit Jörg Bach, Ewerdt Hilgemann, Stephan Marienfeld, Jens Trimpin und Michael Zwingmann
  - Die Kunst zu Schenken, u. a. mit Marc Chagall
- 2015
  - Flora!, u. a. mit Axel Thieme
  - Die Formen der Farbe. 80 Jahre Raimer Jochims. Eine Retrospektive
- 2016
  - Mensch – Maschine – Kunst, u. a. mit Peter Schirmbeck, Klaus Ritterbusch und Konrad Klapheck
  - Hüter, Hüter & Hüter, mit Caspar, Urban und Georg Hüter
- 2017
  - Retrospektive, Robert Preyer und Migu M. Syed
  - Quadratur, Freiluftausstellung im Klosterhof, u. a. Bettina Bürkle, Klaus Illi, Hermann J. Kassel und Vera Röhm
- 2018
  - Flügelnd im Bücherwind. Künstlerbücher und Buchskulpturen, u. a. mit Anja Harms
  - raum[be]greifend, u. a. mit Margot Middelhauve und Dieter Balzer
  - Die Kunst zu Schenken, u. a. mit Bernhard Jäger
- 2019
  - Mikrokosmos und transparenter Raum, u. a. mit Michelle Concepción
  - tierisch, u. a. mit Christiane Erdmann
- 2020/21
  - Von Helden und anderen Menschen, u. a. mit Corinna Rosteck
  - 40 jahre gruppe konkret 1981–2021, u. a. mit Beni Cohen-Or,  Ingrid Hornef, Ute Köngeter und K. P. Kremer
- 2022
  - Hoch die Pinsel! Wir spazieren durch das Bilderbuch, u. a. mit Joëlle Tourlonias
  - Schnittmengen – 4 Positionen der Darmstädter Sezession, u. a. mit Matthias Will und Gerd Winter
- 2025
  - Geist der Freiheit, u. a. mit Lisa Niederreiter und Andrea Simon
  - Vom Fragment zur Form, u. a. mit Rainer Dissel und Jörg Schmitz

### Musik, Kleinkunst, Literatur und Theater
Neben Ausstellungen der Bildenden Kunst organisiert das Kunstforum Seligenstadt auch Auftritte aus den Bereichen Musik, Kleinkunst, Literatur und Theater. Seit der Gründung fanden in diesen Bereichen über 500 Veranstaltungen statt. So traten bei der Reihe Jazz im Schalander auf über 90 Konzerten z. B. das Thomas Stelzer Trio oder Echoes of Swing auf. Auch richtete das Kunstforum die Seligenstädter Jazztage aus, bei denen u. a. die Barrelhouse Jazzband mit Reimer von Essen, die Blue Wonder Jazzband, Katie Webster & Black Cat Bone oder Max Mutzke spielten.
Auch die Kabarettisten Dieter Hildebrandt und Hans-Joachim Heist oder Schriftsteller wie Valentin Senger, Horst Krüger, Eva Demski, Angelika Klüssendorf und Wilhelm Genazino traten auf Einladung des Kunstforums bei Veranstaltungen und Lesungen in Seligenstadt auf.
Das Theaterensemble des Kunstforums inszenierte über 30 Stücke, darunter Molières „Der Geizige“, Lessings „Nathan der Weise“ oder Goethes Faust. Darüber hinaus werden auch andere Ensembles zu Gastauftritten eingeladen.